# Sticky bit
Sticky bit — це прапорець, що впливає на права доступу користувача, який можна присвоїти файлам і текам в UNIX-подібних системах.
Коли sticky bit теки встановлено, файлова система трактує файли в такій теці таким чином, що лише власник файлу, власник теки або root можуть перейменувати або видалити файл. Якщо ж sticky bit скинуто, то будь-який користувач з правами на запис і виконання для цієї теки може перейменовувати або видаляти файли, що містяться в ній, незалежно від власника файлу. Зазвичай його встановлюють на теці з тимчасовими файлами (/tmp), щоб завадити звичайним користувачам видалити або пересунути файли інших користувачів.

## Приклади
Sticky bit можна встановити використовуючи команду chmod за допомогою його вісімкового представлення 1000 або його символу t (s вже зайнятий для setuid біта). Наприклад, щоб додати цей біт для теки /usr/local/tmp, можна набрати chmod +t /usr/local/tmp. Або, щоб впевнитись, що тека має стандартні дозволи tmp, можна написати chmod 1777 /usr/local/tmp.
Щоб скинути, можна використати chmod -t /usr/local/tmp або chmod 0777 /usr/local/tmp (також встановить стандартні дозволи для теки tmp).